# Тракененская лошадь
Тракененская лошадь — верхово-упряжная спортивная порода лошадей, выведенная в Германии.
Это единственная из всех полукровных пород лошадей, разводящаяся в чистоте. 

## История породы
В 1732 году на территории Восточной Пруссии в деревне Тракенен был открыт одноименный конный завод «Тракенен», в котором на тот момент находилось более полутора тысяч лошадей. Основной задачей этого конного завода было обеспечение прусской армии отличными кавалерийскими лошадьми: резвыми, неприхотливыми и выносливыми. В скрещивании участвовали местные мелкие кобылы лесного типа (швайки) и жеребцы восточных кровей — арабские, берберийские, турецкие, персидские, неаполитанские и испанские. Позднее скрещивание начали проводить и с жеребцами чистокровной английской породы. Были привезены в качестве производителей даже два донских жеребца Айбар и Баку. Со второй половины XIX века в производители были разрешены лишь жеребцы арабской и чистокровной верховой пород, а также их различные помеси и полукровные жеребцы, отвечающие определённым требованиям: крупным ростом, длинным корпусом, крепкими ногами, длинной прямой шеей, а также производительными движениями и добронравностью. Также, начиная с второй половины XIX века жеребцов испытывали в гладких скачках, которые затем были заменены на стипль-чезы и парфорсные охоты. Кобылы испытывались на сельскохозяйственных и транспортных работах. В те годы на многих известных стипль-чезах Европы победу одерживали именно тракененские лошади. Так был создан тип крупной, породной, массивной лошади, которая в течение XX века была широко распространена во многих странах мира.

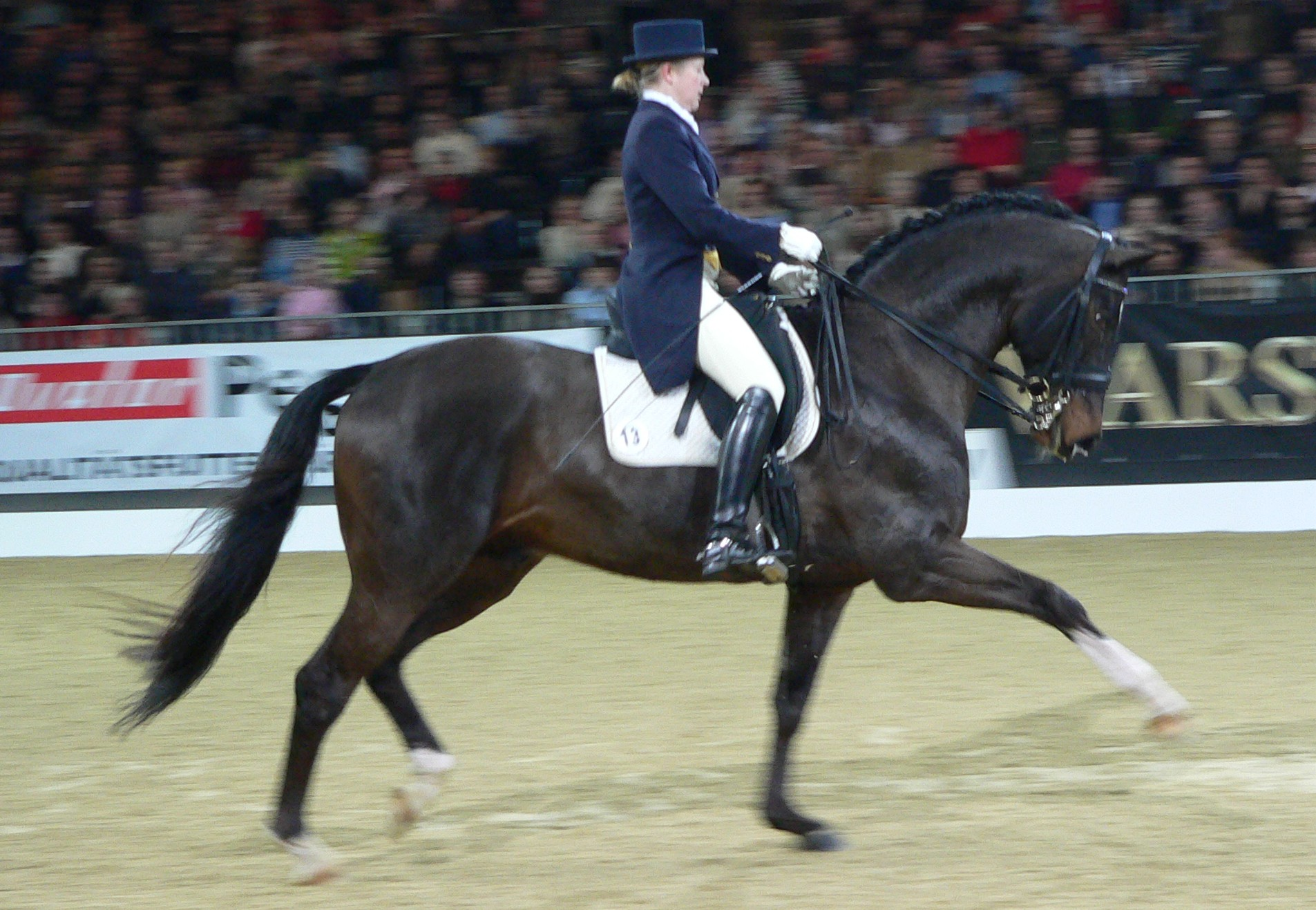
Тракененская лошадь на выступлении по выездке.

После Второй мировой войны тракененская порода в Германии была на грани исчезновения. Большое количество лошадей либо погибло при эвакуации в Западную Европу, либо было захвачено советскими войсками. Так во время трёхмесячной эвакуации Тракенена в Западную Европу до места дошли только 1 000 лошадей. Есть и такие данные, что после всех многочисленных и тяжёлых перемещений поголовья (139 голов — на поезде и более 700 — своим ходом) под руководством доктора Эрнста Элерта эвакуированный производящий состав разместился в Градице, Нойштадте и Перлине. 

Существует версия[где?], что первоначально была идея создать новую породу — кировскую, «смешав» тракенов и других трофейных лошадей. Впрочем, от этой модной тогда идеи отказались и продолжали разводить тракененских лошадей в чистоте. Их брали в кавалерию, погранвойска, спортивные общества страны Советов. Породу курировали Институт коневодства (МЗИК) и лично профессор В. О. Витт. Судьба тракенов находилась под пристальным вниманием С. М. Будённого. Существование породы было поставлено под угрозу после расформирования кавалерии в 1953 году. При Хрущеве под нож шли целые конные заводы
В 1956 году было зарегистрировано наименьшее количество тракененских лошадей за всю историю породы: 602 кобылы и 45 жеребцов. Порода была спасена благодаря энтузиастам, сохранившим в своих конюшнях тракененских лошадей, являвшихся национальной гордостью Германии.
В 1960-е годы немецкие коннозаводчики решили переквалифицировать тракененскую породу из кавалерийской в спортивную. И поскольку лошади этой породы с самого начала зарекомендовали себя в классических видах спорта (конкур, выездка и троеборье) с лучшей стороны, интерес к этой породе возрос не только в Германии, но и в других европейских странах и даже в США. Тракененская порода в это время уже разводилась в чистоте. Помимо Тракенена, чистопородных тракененов начали разводить в только что организованном в 1965 году конном заводе Ганшу. Наибольшее влияние на породу немецких тракененов оказали жеребцы Альбатзон 1955 года рождения от Альбатроса, питомцы Ганшу Альтгезелль от Альтзильбера, Альманах от Абендштерна, а также жеребцы, выведенные в Польше и СССР Тауэр, Лабиринт, Веспажан, Коломбо, Трафарет и Эол.

## Современная тракененская лошадь

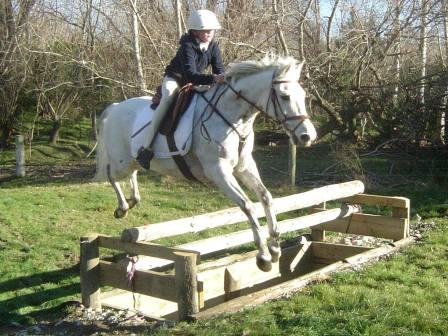
Тракененская лошадь на соревновании по троеборью.

Тавро: рога лося.

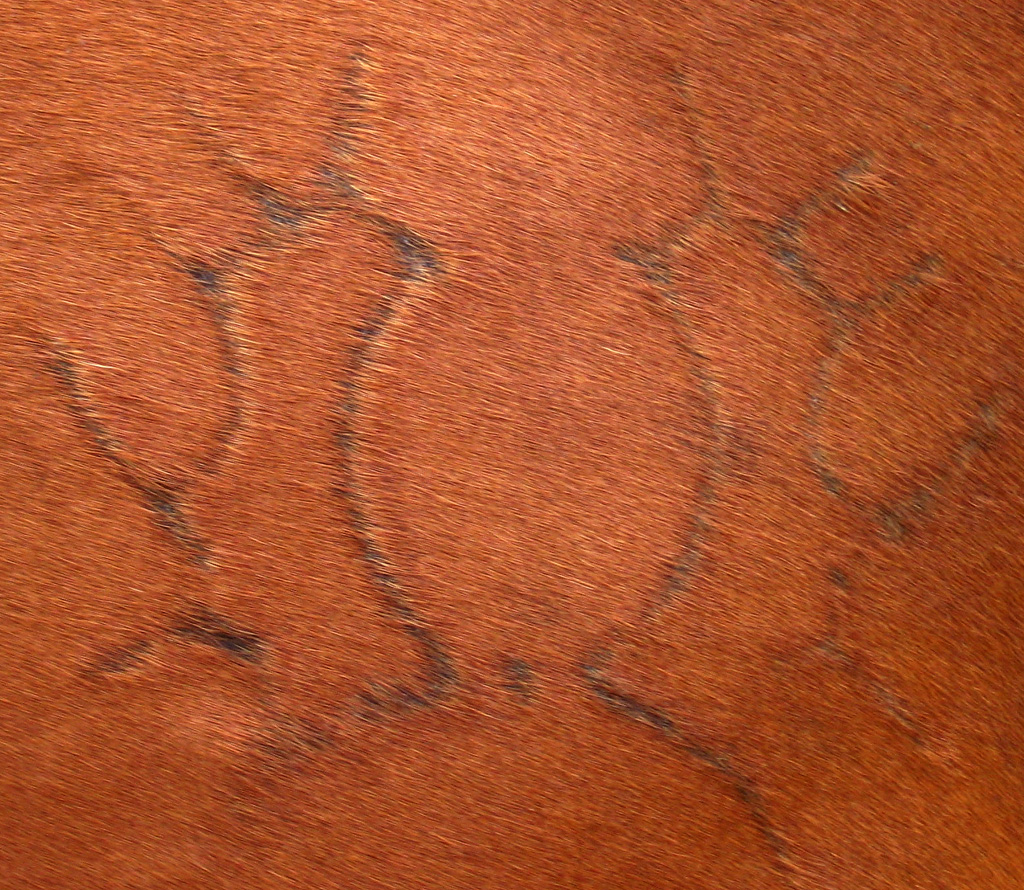
Тавро: рога лося на левом бедре лошади.

Тракененская лошадь на сегодняшний день — единственная в Германии порода спортивных лошадей, которую разводят без прилития посторонней крови. Как производителей используют только жеребцов тракененской, а также арабской, чистокровной верховой пород и их помеси. Тракененскую лошадь, выведенную в Германии, всегда можно узнать по своеобразному клейму: рога лося на левом бедре.
Рост в холке тракененской лошади — 162—165 сантиметров. Средние промеры тракененских лошадей:
- жеребцы 166,5 — 195,3 — 21,1 см;
- кобылы 164,6 — 194,2 — 20,2 см

Наиболее частые масти — гнедая, вороная, рыжая и серая. Реже чалая и караковая.
Разводят тракененскую лошадь по всей Германии, сегодня численность этой породы составляет примерно 2 500 кобыл и 270 жеребцов. Разводят её и в других странах — Литве, Франции, Дании, США, Польше, Новой Зеландии, Англии, Хорватии, России. При внесении в племенную книгу кобыл используется десятибалльная система оценки по отдельности: типа, корпуса, конечностей, шага, рыси, галопа и общего впечатления. Ещё более строгому отбору подлежат жеребцы. Только 3 % из общего количества жеребцов получают разрешение на деятельность производителем. В породе сегодня существуют линии Дампфросса, Фетиша, Арарада, Пифагораза и чистокровного верхового Пастёра.

## Спортивные достижения
Тракененская лошадь — отличная спортивная лошадь для всадника любого уровня. Лошади тракененской породы, имея уравновешенный характер и свободные, производительные движения, в последние десятилетия численно доминируют в странах Европы и Америки во всех классических видах конного спорта, показывая высокие результаты, особенно в соревнованиях по выездке и преодолению препятствий. В конном спорте мирового уровня представители этой породы добиваются огромных успехов в выездке, конкуре и троеборье. Самый известный из выездковых тракененов — русский жеребец Пепел, на котором заслуженный мастер спорта Елена Петушкова стала олимпийской чемпионкой в командном зачёте и чемпионкой мира по выездке. Наиболее известным конкурным конём стал серый Абдулла, выступавший за сборную США и выигравший Олимпиаду 1984 года. Примечательно, что в мировом рейтинге лучших пород по выездке тракененская порода подразделяется на две категории: «немецкие» тракенены и «русские» тракенены, причём последние часто стоят выше.

## Тракененская лошадь в России
Впервые тракененские лошади в России оказались ещё до Великой Отечественной войны. В большом количестве они были привезены ещё в 1925 году. Жеребцы отправились в кавалерию, а лучшие кобылы были крыты чистокровными жеребцами в основном в конном заводе им. Первой конной армии. Однако приплода от этих кобыл сохранить не удалось: из-за различия в содержании в Германии и России на тот момент многие из кобыл абортировали. Второй раз тракененская порода поступила на территорию нашей страны в 1945 году. Этих лошадей собрал конный завод им. Кирова, расположенный в Ростовской области. Принадлежность многих из этих лошадей к тракененской породе устанавливали лишь по таврам, так как документы на лошадей были утеряны. Происхождение почти всех лошадей было установлено, и они были включены в племенную работу. До сих пор крупнейшим конным заводом, разводящим «русских тракененов», является конный завод им. Кирова. 
Средние промеры русских тракененских лошадей следующие:
- жеребцы 167,4 — 195,1 — 21,4 см
- кобылы 163,6 — 192,3 — 20,8 см.

Масти гнедая, вороная, бурая, караковая и рыжая, реже серая, других мастей нет. Большое количество русских тракененов прекрасно проявили себя в конном спорте на всех уровнях. Особенно знаменит жеребец Пепел, ставший олимпийским чемпионом 1972 года, а также победивший на многих европейских и мировых соревнованиях. Среди современных тракененов выделяется выступавший в конкуре Аль Пассал и выступавший в выездке Подход. Некоторые тракененские жеребцы, рождённые в России и проданные затем за рубеж, прекрасно проявили свои спортивные качества в руках европейских, в том числе немецких спортсменов. Среди таких лошадей — Принц, Биотоп, Гарпун, Хлорофилл (он же Вайтаки). Крупнейшие линии русских тракененских лошадей — линия Пифагораза, Пильгера, Парсиваля и арабского жеребца Прибоя.
В России тракененскую породу разводят в Московском КЗ, конном заводе им. Кирова, Калининградском конном заводе, Конном заводе Георгенбург, Опытном конном заводе, а также в конном заводе им. Доватора в Белоруссии.